# Филиокве

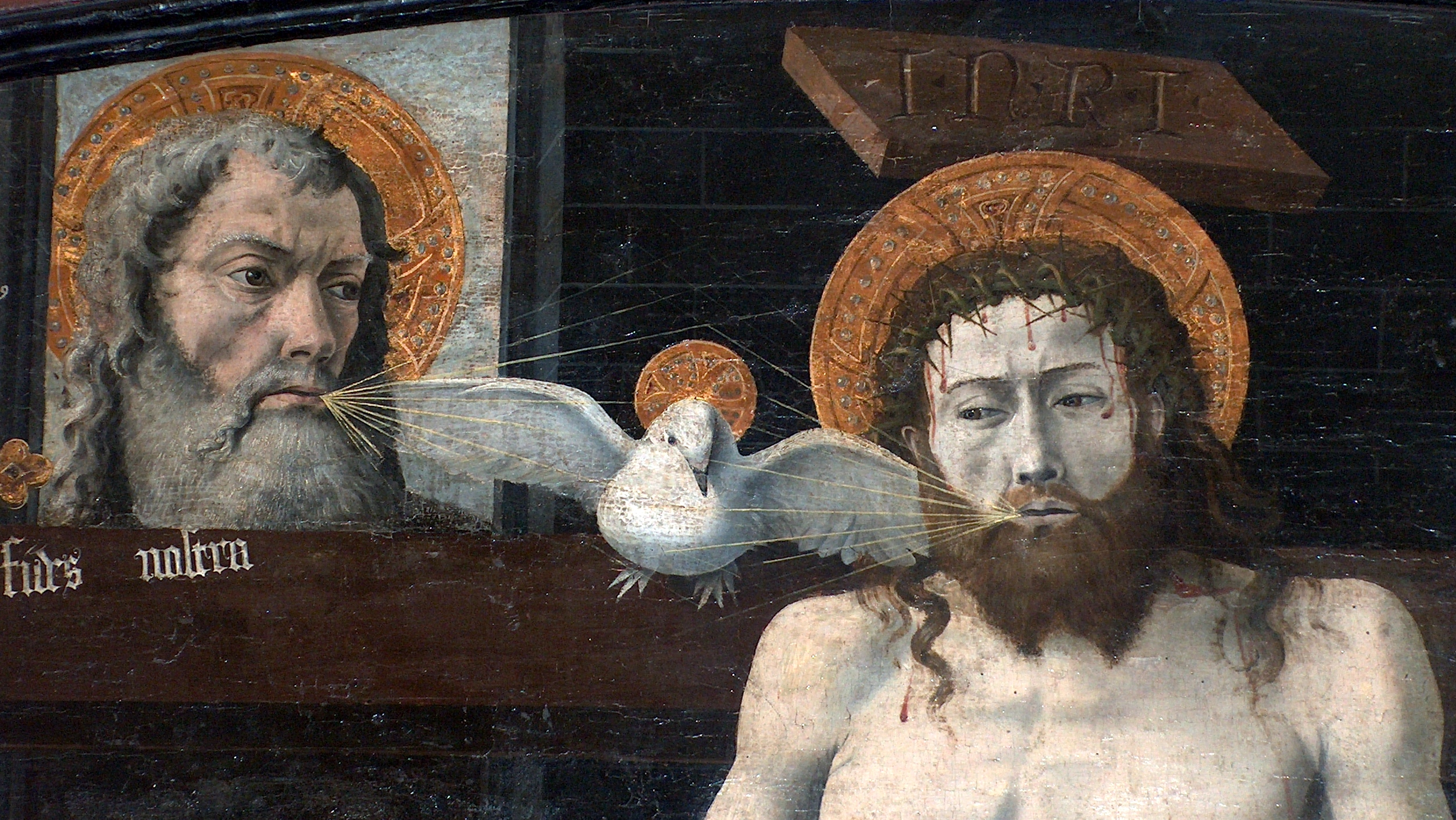
Исхождение Святого Духа от Бога-Отца и Сына, согласно Филиокве. Неизвестный прованский художник (сер. XV века). Фрагмент росписи алтаря из Бульбона, Франция. Лувр

Филио́кве (лат. Filioque — «и от Сына») — добавление к латинскому тексту оригинальной редакции Никео-Цареградского символа веры, сделанное в VII веке Западной (Римской) церковью в догмате о Троице: об исхождении Святого Духа не только от Бога Отца, но «от Отца и Сына», и официально принятое ею в XI веке. Стало одним из поводов для разделения Вселенской Церкви.

## Предыстория вопроса

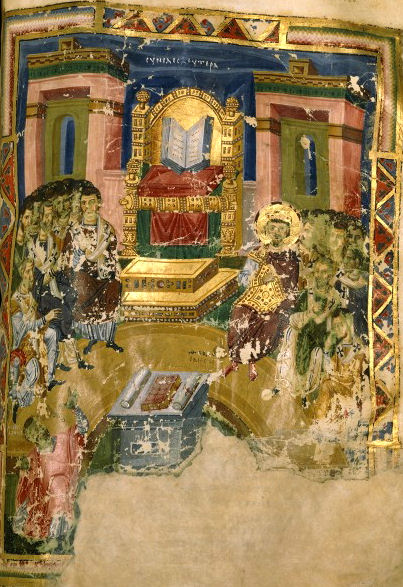
Первый Константинопольский собор с украшенным нимбом императора Феодосия I (миниатюра в «Проповедях Григория Назианзина» (879—882), Национальная библиотека Франции

### Арианство и учение Великих каппадокийцев о Троице
В IV веке Христианская церковь вела борьбу против арианства, богословского учения, появившегося в Александрии в период между 315—320 гг., а также множества схожих триадологических моделей (учений). Арий и многие ему единомысленные, в частности епископ Евсевий Никомедийский, учили, что Отец есть единый истинный Бог, совершенное единство, самозамкнутая монада, а Сын был сотворён Отцом «из не сущего». Учение Ария было равносильно отрицанию Божественной Троичности, каковая, по Арию, есть нечто производное, а единый (единственный) Бог есть Отец; Сын и Дух же, согласно арианам, суть твари, посредники в миротворении.
В ходе противостояния отцы Церкви на Востоке Василий Великий, Григорий Богослов и Григорий Нисский в своих трудах изложили учение о Троице, согласно которому Бог един по существу и троичен в Лицах, то есть что Бог Отец, Бог Слово (Бог Сын) и Бог Святой Дух суть три лица́ (ипостаси) одной сущности (греч. οὐσία) — Бога.
Бог Отец есть единственное начало (греч. ἀρχὴ) или единственный источник (πηγή) всего сущего, в том числе Слова и Святого Духа, о чём Аврелий Августин писал так:
В самом деле, Он (Святой Дух) не обязан тем, что Он есть, никому, кроме Отца, «из Которого всё» (Рим. 11:36), чтобы нам не ввести двух безначальных начал (principia sine principio), что в высшей степени ложно и нелепо и свойственно не вселенской вере, но ошибочному мнению некоторых еретиков.

Бог Слово и Бог Святой Дух имеют вечное начало — Бога Отца. Бог Отец есть «единоначальник» или «монарх» (μόν-αρχος) в Троице. Бог Слово вечно «рождается» только из Отца, а Святой Дух вечно «исходит» только из Отца, как из единственного начала. «Рождение» и «исхождение» — два разных термина, не тождественные друг другу. Если они обозначают одно и то же, то получается, что у Бога Отца два сына: Бог Слово и Бог Святой Дух. Но у Бога Отца только один сын — Бог Слово. Об этом писал Григорий Богослов:
Но мы чтим единоначалие (μοναρχία); впрочем, не то единоначалие, которое определяется единством лица (и одно, если оно в раздор с самим собой, составит множество), но то, которое составляет равночестность единства, единодушие воли, тождество движения и направления к единому Тех, Которые из Единого (что невозможно в естестве сотворённом), так что Они, хотя различаются по числу, но не разделяются по власти. Поэтому Единица, от начала подвигшаяся в двойственность, остановилась на троичности. И это у нас — Отец, и Сын, и Святой Дух. Отец — родитель и изводитель, рождающий и изводящий бесстрастно, вне времени и бестелесно; Сын — рождённое; Дух — изведённое.

Посему, не выходя из данных нам пределов, вводим Нерождённого, Рождённого и от Отца Исходящего, как говорит в одном месте Сам Бог — Слово (Ин. 15:26).

### Первый и Второй Вселенские соборы
Учение Каппадокийцев было воспринято отцами Первого Вселенского собора в Никее, созванного в 325 году императором Константином, ранее, в 313 году, вместе с восточным императором Лицинием издавшим Миланский эдикт и после своей победы над Лицинием в 324 году стремившимся к умиротворению империи. В Никее в качестве символа веры (Никейский Символ веры) было принято учение о единосущности Сына Отцу, рождении Сына от Отца, то есть из сущности Отца; арианство было осуждено, а на арианское учение изречена анафема в самом Символе веры: <…>Καὶ εἰς τὸ Ἅγιον Πνεῦμα. Τοὺς δὲ λέγοντας, ἦν ποτε ὅτε οὐκ ἦν, καὶ πρὶν γεννηθῆναι οὐκ ἦν, καὶ ὄτι ἐξ οὐκ ὄντων ἐγένετο, ἢ ἐξ ἑτέρας ὑποστάσεως ἢ οὐσίας φάσκοντας εἶναι, ἢ κτιστόν ἢ τρεπτόν ἢ ἀλλοιωτὸν τὸν υἱὸν τοῦ θεοῦ, ἀναθεματίζει ἡ καθολικὴ ἐκκλησία. Ἀμήν. (И в Святого Духа. А говорящих, что было время, когда не было Сына, или что Он не был прежде рождения и произошёл из не сущего, или утверждающих, что Сын Божий из иной ипостаси или сущности, или создан, или изменяем, таковых анафематствует кафолическая Церковь. Аминь)
Второй Вселенский собор  в 381 году подтвердил решения отцов Первого собора и изложил учение Церкви в новой редакции Символа веры, бывший с V по XI век неизменным и общим вероучительным определением для всей христианской Церкви как на оригинальном греческом, так и на латинском языках.
Символ веры так излагает учение о Святом Духе:
Καὶ εἰς τὸ Πνεῦμα τὸ Ἅγιον, τὸ κύριον, τὸ ζωοποιόν, τὸ ἐκ τοῦ Πατρὸς ἐκπορευόμενον, τὸ σὺν Πατρὶ καὶ Υἱῷ συμπροσκυνούμενον καὶ συνδοξαζόμενον, τὸ λαλῆσαν διὰ τῶν προφητῶν.
Et in Spiritum Sanctum, Dominum et vivificantem: qui ex Patre procedit. Qui cum Patre et Filio simul adoratur et conglorificatur: qui locutus est per prophetas.
И в Святого Духа, Господа, дающего жизнь, исходящего от Отца, поклоняемого и прославляемого равночестно с Отцем и Сыном, говорившего чрез пророков.
Греческому слову «ἐκπορευόμενον» соответствует латинское слово «procedit», обозначающее вечное исхождение Духа Святого из единственного начала — Бога Отца.
Кроме того, Второй Вселенский собор в своём первом правиле (каноне) изрекает анафему на все триадологические ереси того времени:  «<> и да предается анафеме всякая ересь, и именно: ересь евномиан, аномеев, ариан или евдоксиан, полуариан или духоборцев, савеллиан, маркеллиан, фотиниан, и аполинариан.»
Учение, принятое на Втором Вселенском соборе, подтверждено на последующих Вселенских и Поместных соборах. Например, на самом многолюдном Четвёртом Вселенском соборе, после того как прочитан был Символ веры Второго Вселенского собора вместе с догматом Халкидона, епископы единодушно подтвердили:
Это вера отцев. Митрополиты пусть подпишут тотчас, пусть немедленно подпишут в присутствии самих сановников, хорошо определённое пусть не подвергается отсрочке. Это вера апостольская. С ней все мы согласны. Все так мудрствуем.
До Константинопольского собора общение между Западом и Востоком было приостановлено из-за господства ересей на Востоке. На Втором Вселенском соборе были только греческие святители, и не было латинских. Решения Константинопольского собора были опубликованы и отправлены в Рим к папе Дамасу и к западным епископам в 382 году. С этой целью восточные отцы отправили специальную делегацию из трёх епископов: Кириака, Евсевия и Прискиона. В Послании от восточных отцов к «почтеннейшим господам и благорасположеннейшим братиям и сослужителям Дамасу, Амвросию, Бриттону, Валериану, Асхолию, Анемию, Василию и прочим, собравшимся в великом граде Риме, святым епископам» сказано:
Более ж в отношении к ней [нашей вере] вы можете узнать наши души, если удостоите прочитать её в том свитке, который написан бывшим в Антиохии собором, либо в том, который прошедшего года издан Вселенским собором константинопольским. В них мы пространнее исповедовали свою веру и письменно анафематствовали недавно возникавшие ереси.
Послание Константинопольского собора включил в свою «Церковную историю» Феодорит Кирский. Западные отцы во главе с папой Римским Дамасом прочли документы Константинопольского собора, которые привезли восточные епископы в Рим, включая главный документ Константинопольского собора — Символ веры и нашли, что вероисповедание восточных отцов согласно с учением Христа и Евангелием, после чего единство и общение между восточными церквями и западными было восстановлено. Значение Константинопольского собора подтверждается тем, что и на Западе, и на Востоке он признан Вселенским. Символ веры Константинопольского собора стал общей вероучительной формулой до XI века.
О тех, кто искажает учение о Святом Духе, папа римский Дамас писал:
Кто об Отце и Сыне хорошо мыслит, а о Святом Духе держится учения неправого, тот еретик, потому что все, зломудрствующие о Сыне Божием и Святом Духе, еретики обличаются в неверии иудеев и язычников.
В документы Третьего Вселенского собора вошли рассуждения отцов о исхождении Святого Духа от Сына, это девятое опровержение святителя Феодорита Кирского:
Что до того, свойствен ли Дух Сыну, то если он (Кирилл) говорит, что (Дух) одного с Ним (Сыном) естества и от Отца происходит (πορευόμενον), то мы исповедуем это вместе с ним и приемлем как благочестивое слово. Если же говорит, что Он от Сына и через Сына имеет бытие (ὕπαρξιν), то это отвергаем как богохульное и нечестивое. Ибо веруем словам Господа: Дух, Иже от Отца исходит (Ин.15:26) — и подобным же словам святого Павла: Мы же не духа мира сего прияхом, но Духа, Иже от Бога (1Кор.2:12).
и защищение и ответ святителя Кирилла Александрийского:
Дух Святой исходит, по слову Спасителя, от Бога Отца.

### Латинские Отцы о двойном продвижении или исхождении Духа
Латинские Отцы Церкви традиционно учили об участии Сына в исхождении или в продвижении Духа на основании Евангелия от Иоанна (Ин. 15:26), где Иисус Христос утверждает: «Когда же придёт Утешитель, Которого Я пошлю вам от Отца, Дух истины, Который от Отца исходит, Он будет свидетельствовать о Мне».
Это учение в дальнейшем было догматизировано рядом поместных соборов и догматических посланий папского Престола на рубеже Поздней античности и Средневековья.
Тертуллиан занимает особое место в истории латинского тринитарного богословия, поскольку он ввёл формулы лат. una substantia (одна субстанция) и лат. tres personae (три Лица) в язык латинского богословия, и уже в тексте Тертуллиана встречается упоминание об участии Сына в исхождении Духа:
 Дух не имеет другого источника, кроме Отца через Сына.
Иларий Пиктавийский, традиционно именуемый «Афанасием Запада», комментируя этот фрагмент Евангелия от Иоанна, детализирует связь Отца и Сына в исхождении Духа:
Если верят в то, что есть некое различие между тем, чтобы брать от Сына и происходить (procedere) от Отца, то несомненно, что брать от Сына и брать от Отца — одно и то же. Святой Дух Твой есть из Тебя через Него (Сына), хотя даже умом не постигаю, но однако удерживаю совестью.
Святитель Амвросий Медиоланский в своём сочинении «О Святом Духе» (ок. 381 г.) пишет об исхождении Духа от Отца и Сына:
Также и Святой Дух, исходя от Отца и Сына, не отделяется ни от Отца, ни от Сына.

### Учение о Троице Аврелия Августина
До Халкидонского собора (451) текст Никео-Константинопольского символа веры не встречается у латинских христианских авторов, включая Августина.
Блаженный Августин знал тексты Тертуллиана и читал трактат о Троице святителя Илария Пиктавийского, которого он цитирует. Также он был знаком с христианским платонизмом Мария Викторина. Августин общался с Амвросием Медиоланским и читал его текст о Святом Духе, о чём свидетельствуют интерполяции в тексте Августина о Троице (лат. De Trinitate, начатом в 399 и законченном в 420 году.

В развитии учения о Троице у блаженного Августина можно выделить несколько периодов. В комментарии на Никейский символ веры (лат. De Fide et Symbolo, 393 год) Августин указывает на недостаточную детализацию пневматологии у более ранних авторов:
Однако о Святом Духе ученые и выдающиеся толкователи Святых Писаний рассуждали ещё не так подробно и тщательно, чтобы можно было легко понять и Его особое свойство, благодаря которому мы можем сказать, что Он не есть ни Отец, ни Сын, но только Святой Дух.
Но уже в этом тексте он приводит мнение о Духе как взаимной любви Отца и Сына и осуждает тех, кто отрицает это мнение.
Позднее в трактате лат. "De Trinitate" Августин развивает учение о Троице, следуя Амвросию Медиоланскому. Описывая исхождение Духа от Отца и Сына, Августин использует концепт лат. procedit, традиционный для латинского богословского дискурса и означающий широкое субстанциальное происхождение, не только исхождение (лат. spiratio) Святого Духа, но также рождение (лат. generatio) Сына. Впервые этот концепт был применён Тертуллианом (лат. Adversus Praxean) к Сыну как Творцу субстанций, Который Сам происходит от субстанции Бога Отца.
В этом же тексте Августин называет Отца и Сына одним Началом (лат. Principum) Духа, что является важной особенностью латинского богословского дискурса в контексте полемики с греческими богословами в последующие века:
Следует признать, что Отец и Сын суть одно начало Святого Духа, а не два… Сын вечно от Отца рождён, и Дух Святой от Отца непосредственно (principaliter), и так как без какого-либо интервала даруется, то Дух совместно исходит от Обоих.
Комментируя Евангелие от Иоанна (15:26, 20:22), Августин указывает на связь послания Духа от Христа во времени, после воскресения, и вечного исхождения (лат. processio) Духа от Сына, используя тот же глагол, что в самом Евангелии отнесён к Отцу:

Почему, следовательно, мы не должны верить, что Святой Дух исходит от Сына, если он всегда Дух Сына? Ибо, если бы Он не исходил от Него после воскресения, то Он бы не говорил: Примите Духа Святого.
Не имея возможности объяснить сам термин «procedit», Августин вводил различие для Святого Духа, если от Отца Дух продвигается или происходит: особенно, преимущественно, по-императорски — «principaliter», то от Сына просто происходит или продвигается — «procedit».

## Появление Филиокве и его апробация Римскою Церковью

### Толедские соборы и «Афанасьевский» символ веры
Первое документально подтверждённое церковное признание Filioque относится к 589 году, на поместном Третьем Толедском соборе в вестготской столице Толедо. Оно должно было утвердить в глазах ариан равное троическое достоинство Сына и Отца. На этом соборе ариане-вестготы массово присоединились к единой церкви Испании во главе с кафолическими христианами вместе со своими епископами и священниками. В документах Третьего Толедского собора в пространном соборном изложении сказано: «Святой Дух должен быть исповедан нами, и должно быть объявлено, что он исходит от Отца и Сына», далее в документах следует Символ веры, но в нём Filioque нет.
Свидетельство о появлении Filioque в Западной церкви имеется и в так называемом Афанасьевском символе веры (Symbolum Quicumque), который, как долго ошибочно считали, был написан святителем Афанасием Александрийским. Поскольку греческий святитель Афанасий умер в 373 году, а документ получил хождение только на латыни и гораздо позже смерти Афанасия, то было высказано предположение, что документ появился на Западе среди латинских, а не византийских богословов, обычно писавших на часто не родном греческом языке несмотря на сохранение в Византии латыни как государственного языка до конца VII века.Точное время и авторство его неизвестно, он не встречается ни в соборных определениях, ни в цитатах у латинских отцов Церкви (тем более у греческих), по самым смелым предположениям, ранее V века. Самая древняя рукопись Symbolum Quicumque — IX век. В частности, в Symbolum Quicumque говорится:

«Spiritus Sanctus a Patre et Filio: non factus, nec creatus, nec genitus, sed procedens».
Святой Дух от Отца и Сына, не создан, не сотворён, не рождён, но исходит.

Существует гипотеза, что в Испании, где Церкви приходилось активно бороться с арианами-вестготами, Symbolum Quicumque был провозглашён в VII веке, и, видимо, позднее Filioque было интерполировано по аналогии с «Афанасьевским» символом веры.
В подтверждение правильности Filioque апологеты приводят разные тексты латинских авторов, а не сам Символ веры с Filioque.
Однако греческий глагол: «ἐκπορεύω» — «выходить» не тождествен латинскому глаголу «procedo». Латинский глагол имеет более широкий спектр значений: «выходить», «приходить», «проходить», «протекать», «продолжаться», «продвигаться». Поэтому в разных латинских тестах перевод этого слова не идентичен греческому «ἐκπορεύω». Filioque — не любое употребление данного слова в сочетании с глаголом «procedo», а добавление к догматическому тексту Константинопольского символа веры:
Καὶ εἰς τὸ Πνεῦμα τὸ Ἅγιον, τὸ κύριον, τὸ ζῳοποιόν, τὸ ἐκ τοῦ Πατρὸς ἐκπορευόμενον
И в Духа Святаго, Господа, Животворящаго, иже от Отца исходящаго
Et in Spiritum Sanctum, Dominum, et vivificantem: qui ex Patre + «Filioque» procedit
где слово «procedit» имеет только одно значение: ипостасное свойство Святого Духа — вечное исхождение от вечного начала: Бога Отца.
Пятнадцатый Толедский собор (688) в своих документах указывает, что держится учения Августина. При внесении в Символ веры Филиокве в Испании в VII веке были смешаны две терминологии: 1) Великих Каппадокийцев, в которой Дух исходит исключительно от Отца как из единственного первоисточника и 2) терминология Августина, в которой Дух «procedit» («исходит») от Отца и Сына. При этом ещё вестготы стёрли августиновское различие между «principaliter procedit» и «procedit», когда внесли Филиокве в Символ веры. В документах Толедских соборов об этом различии нигде не сказано.

### Империя Каролингов и германское богословие

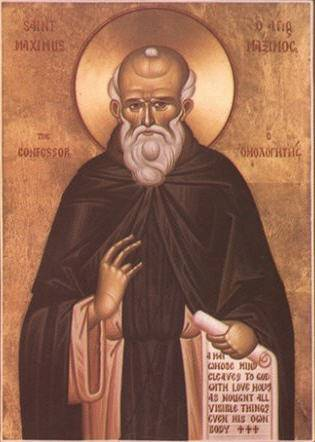
Максим Исповедник

Вплоть до XI столетия тезис о Filioque считался положением так называемого германского богословия. Святой Максим Исповедник заключил, что «многочисленными свидетельствами они доказали, что они не делают из Сына причину Святого Духа, ибо они знают, что единое начало и Сына и Духа есть Отец — Одного через рождение, Другого — через исхождение. Но их формулировка имеет целью показать, что Дух исходит через Сына и, таким образом, установить единство и тождество сущности». В этом определении святого Максима мы встречаем несколько двусмысленную формулировку на греческом «через Сына» вместо обычно указываемого в переводе Филиокве «от Сына». Также преподобный Иоанн Дамаскин писал, что «Бог всегда был Отцом, имея из Себя Самого Свое Слово и чрез Свое Слово исходящего из Него Своего Духа». Это означает, что Бог Отец является первопричиной исхождения Святого Духа.
В результате походов Карла Великого в Испанию из Испании Филиокве проникло в государство Каролингов, где император Карл Великий активно пытался навязать это добавление римским папам. При его правлении совет Франкфурта в 794 году принял формулу «и от Сына» и осудил константинопольского патриарха Тарасия за употребляемую им формулу «per Filium» («через Сына»). Именно Карл собрал собор в Ахене в 809 году, который постановил, что «Святой Дух нисходит не от одного Бога-Отца, но и от Сына».
Карл Великий созвал два собора: в 796 году во Фриули и в 809 г. в Ахене, и на основании их решений требовал от папы Льва III включение в догмат веры слов «и от Сына», однако безуспешно.
Но в 808 году был случай с франкскими монахами-паломниками, прибывшими в Иерусалим. Во время совершения литургии они пели Символ веры с Filioque, что привлекло внимание местных иноков и послужило поводом для второго (после разбирательства святого Максима) разбирательства. Заслуживает внимания то, что несмотря на отказ использовать Филиокве на Востоке, прещений на франков, как и ранее Максим Исповедник, Иерусалимская Церковь сама не наложила, хотя и направила письмо папе.

### Неоднозначное отношение Рима: IX—X века
В IX—X веках отношение папского Рима к Filioque ещё было неоднозначным. Так, за год до Ахенского собора (809) папа Лев III получил послание от Иерусалимского патриарха, в котором тот жаловался, что французские монахи-бенедиктинцы на горе Елеонской добавляют к символу веры Filioque. Поскольку монахов содержал Карл Великий, папа переслал жалобу к нему, указав при этом, что хотя он сам считает данное добавление с богословской точки зрения бесспорным и более соответствующим западной традиции, неверно отступать от того состава Символа веры, который принят во всем христианском мире. Также, когда папа Лев III велел начертать Символ веры на серебряных пластинах в соборе Святого Петра, он опустил это слово.
В течение IX века Filioque было принято церквями Германии и Лотарингии, а также многими церквами Франции. Германские деятели церкви привнесли в тот период это добавление и в Рим, где папа Формоз также принял его. В свою очередь, Формоз ввёл добавление в Болгарии, что было замечено Патриархом Фотием, сразу же выразившим свой протест. Патриарх Фотий написал в 867 году окружное писание, в котором обличал тех, кто вносил Филиокве в Символ веры:
Но ведь не только в этом проявили они [те, кто внесли Филиокве в Символ веры] своё безумие, но если есть какой-либо предел злу — устремились к нему. Ибо, в самом деле, вдобавок к упомянутым нелепостям сам священный и святой Символ веры, несокрушимо утверждённый всеми соборными и вселенскими постановлениями, покусились они — ох уж эти происки злодея! — подделывать фальшивыми умствованиями и приписанными словами, измыслив в чрезмерной наглости своей новшество, будто Дух Святой исходит не только от Отца, но и от Сына.
На Софийском соборе (879—880) в Константинополе было осуждено внесение каких-либо добавок в Символ веры. Тогдашний папа римский Иоанн VIII признал решения собора, однако, возможно, занимал примерно ту же позицию, что и Лев III. После Символа веры в документах Большого Свято-Софийского собора изложено следующее:
Все мы думаем так. Если кто-либо составит другую формулировку или прибавит к этому Символу слова, которые он, вероятно, выдумал, если он затем представит это как правило веры неверным или новообращенным, как вестготам в Испании, или если он таким образом дерзнёт исказить древний и почитаемый Символ словами, или добавлениями, или опущениями, исходящими от него самого, если лицо духовное — таковой подлежит извержению из сана; а мирянин, дерзающий это сделать, подлежит анафеме.
Папа Христофор (903—904), позднее признанный антипапой, якобы поддержал тезис Филиокве в дискуссии с константинопольским патриархом, однако документ с данным утверждением содержит анахронизмы[какие?].
При владычестве в Риме византийского патрицианского рода Феофилактов в X веке вопрос о Filioque не поднимался. Лишь после того, как в 962 году Оттон I Саксонский принудил папу Иоанна XII короновать его императором, вновь стало усиливаться германское влияние (в том числе и германского богословия) в Риме. В течение последующих сорока лет Рим был ареной борьбы германской знати во главе с родом Кресцентиев и местной знати во главе с Феофилактами, которая завершилась победой германской партии.
Впервые Filioque было присоединено к Символу веры в Риме во время торжественного пения Credo на коронации германского императора Генриха II в 1014 году, при папе Бенедикте VIII, что принято считать окончательным его введением в Римской Церкви.

### Трансформация представлений о Filioque: XI век
Папа Сергий IV, занимавший папский престол c 1009 по 1012 год, послал окружное послание в Константинополь, однако Патриарх, которого также звали Сергий, отказался включить имя нового папы в диптих, то есть в списки имён, поминаемых во время литургии. Впоследствии имя папы длительное время отсутствовало в Константинопольском диптихе.
Таким образом, Filioque к XI столетию окончательно превратилось в единственно верный — с точки зрения Римской церкви — богословский тезис, соответственно, непринятие Filioque трансформировалось из допустимой практики древних церквей (как считалось ещё в начале IX века) в заблуждение. Это заложило основы для дальнейшего трагического развития событий в середине XI столетия, то есть стало одним из поводов к разделению Церкви.

## Филиокве и раскол христианской церкви (1054 год)
В 1054 году легаты папы Римского во главе с кардиналом Гумбертом положили на престол храма Святой Софии в Константинополе анафему на того, кто противится Римскому престолу, назвав такового: «прозимитом и новым Антихристом». Об исхождении Святого Духа в ней было сказано про греков:
как духоборцы и богоборцы, отсекли от символа исхождение Святого Духа от Сына
В ответной анафеме Синод Константинопольского патриархата ответил:
И кроме всего этого, также совершенно не желая размыслить, они заявляют, что Дух исходит не от Отца [только], но и от Сына — как будто бы у них нет свидетельств евангелистов об этом, и будто бы они не имеют догмата вселенского собора относительно этого злословия. Ибо Господь Бог наш говорит: «Дух истины, Иже от Отца исходит». Но родители этого нового нечестия говорят о Духе, Который исходит от Отца и Сына.

## Во время Лионской и Флорентийской уний
После раскола 1054 года предпринимались неоднократные попытки объединения православных и католиков на основе общего вероопределения, включая главное расхождение — филиокве.
В 1274 году была подписана Лионская уния, на которой было принято следующее определение о Святом Духе:
Πιστεύομεν δε καὶ τὸ πνεῦμα τὸ ἅγιον, πλήρη καὶ τέλεον θεὸν, ἀληθῆ θεὸν ἐκ πατρὸς υἱοῦ, τε εκπορευόμενον.
Credimus et Spiritum Sanctum, plenum et perfectum verumque Deum ex Patre Filioque procedentem.
Веруем же и в Духа Святого, полного и совершенного и истинного Бога, от Отца и Сына исходящего.
В 1439 году была подписана Флорентийская уния, в её документах:
τὸ πνεῦμα τὸ ἅγιον ἐκ πατρὸς καὶ υἱοῦ ἐκπορεύεσθαι.
Spiritum Sanctum ex Patre Filioque procedere.
Святой Дух от Отца и Сына исходит.
В оригинале документы обеих уний составлены и подписаны на обоих языках — греческом и латинском.

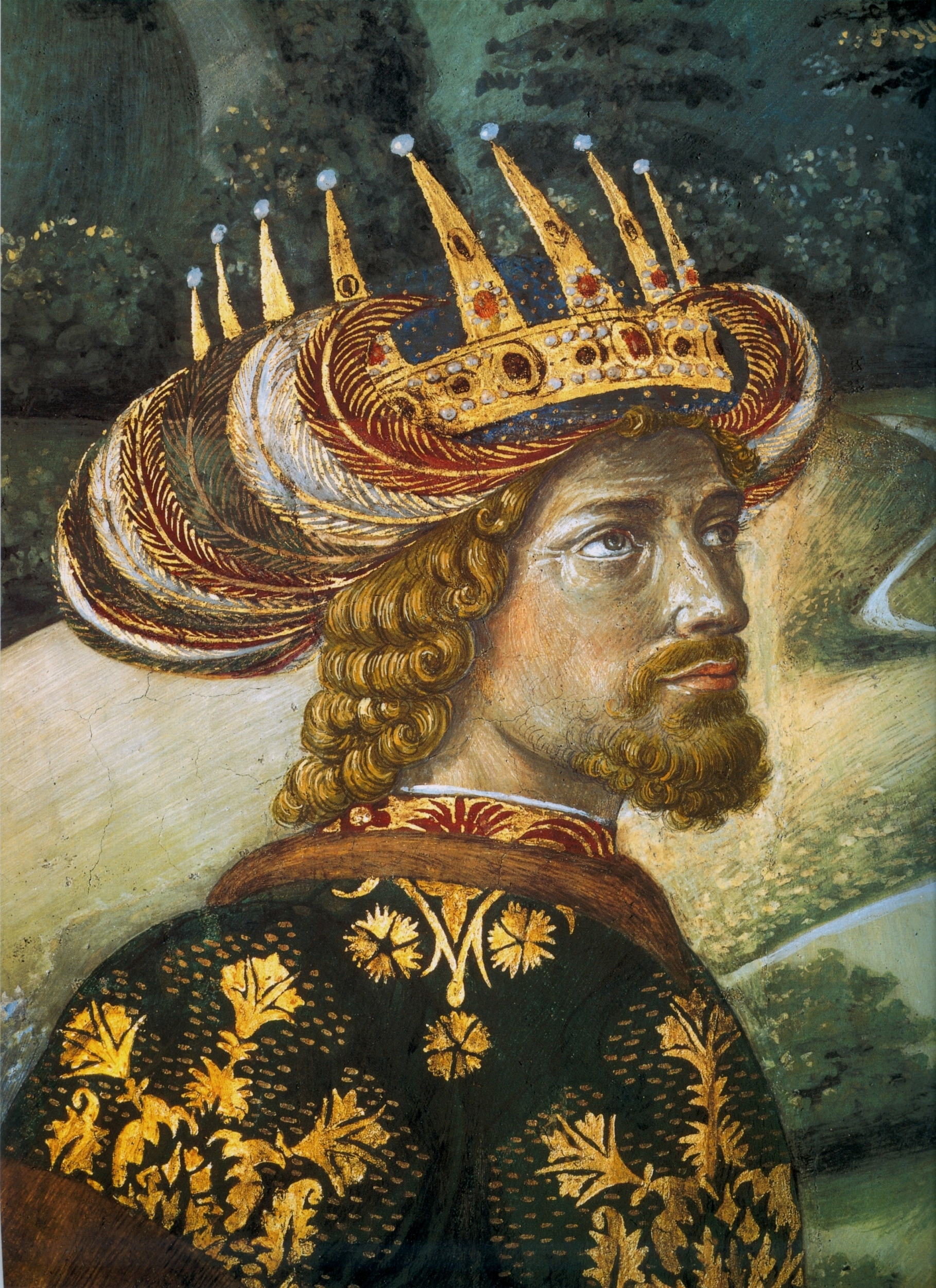
Иоанн VIII Палеолог, автор Беноццо Гоццоли

Греческие императоры Михаил VIII Палеолог и Иоанн VIII Палеолог заключали унии по политическим соображениям, поэтому обе были короткими: первая 8 лет, до 1282 года; вторая 14 лет, до 1453 года. Выражение «Святой Дух от Сына исходит» было чуждо греческому богословию и триадологии Великих Каппадокийцев, сравнительно приемлемым было только компромиссное определение святого Максима «через Сына».
Вероучительные документы Лионского собора (Лионской унии) и Флорентийского собора (Флорентийской унии) — официальные документы Католической церкви, подписаны и ратифицированы папами римскими, а сами соборы считаются католиками вселенскими.

## Отношение католического богословия к Филиокве
Позиция католического богословия по отношению к Филиокве менялась в зависимости от времени. В XI веке легаты Римского папы в анафеме против греков обвинили их в том, что они подобно духоборцам отсекают в Символе веры исхождение Духа Святого и от Сына. Эта точка зрения стала одной из главных причин Раскола христианской церкви. На протяжении столетий главными виновниками Раскола христианской церкви католики считали исключительно греков и называли их схизматиками.
В дальнейшем произошли изменения: в католическом богословии было признано, что Филиокве в Символе веры — это более поздняя вставка латинских богословов, которой в оригинальном Символе веры, составленном на древнегреческом языке, никогда не было. При добавлении Филиокве в Символ веры, по мнению Католической церкви, изложенному в булле папы Евгения IV от 6 июля 1439 года на Флорентийском соборе, Филиокве — это объяснительные слова (лат. explicatio verborum), добавленные к латинскому переводу Никео-Константинопольского символа веры, принятые Римской церковью в XI веке в догмате о Троице: об исхождении Святого Духа не только от Бога-Отца, но «от Отца и Сына».
Однако несмотря на то, что Филиокве является поздней, чисто латинской вставкой, обвинения против греков в создании раскола 1054 года остались в силе. Например, в Католическом Катехизисе Тышкевича 1942 года указана следующая причина добавления Филиокве в Символ веры: греки отпали от единства Церкви, так как начали исповедовать «ересь — исхождение Святаго Духа только от Отца», и поэтому надо было добавить Филиокве:
В древнем Символе веры упоминается только об исхождении Духа Святаго от Отца потому, что Символ веры составлялся постепенно для воспрепятствования крупным ересям; ересь же об исхождении Святаго Духа только от Отца, с исключением Сына, появилась лишь впоследствии, в связи с отпадением Греков от единства Церкви. В Евангелии (Иоан. 15) сказано «от Отца», а не сказано «только лишь от Отца». 
В Катехизисе Католической Церкви, созданном по решению чрезвычайного Синода епископов 1985 года и утверждённого папой Иоанном Павлом II 25 июня 1992 года папским посланием Laetamur magnopere, тема Филиокве рассматривается в пп. 243—248. Возможно, наиболее лаконично официальная точка зрения Католической церкви выражена в п. 248:
Восточная традиция прежде всего отражает природу первопричины Отца по отношению к Духу. Исповедуя Духа как Того, Кто «от Отца исходит» (Ин 15, 26), она утверждает, что Дух исходит от Отца через Сына. Западная традиция выражает прежде всего единосущное общение между Отцом и Сыном, говоря, что Дух исходит от Отца и Сына (Filioque). Она говорит это «согласно с законом и разумом», ибо извечный порядок Божественных Лиц в их единосущном общении подразумевает, что Отец есть первопричина Духа как «безначальное начало», но также что как Отец Единородного Сына, Он вместе с Ним составляет «единое начало, от которого исходит Святой Дух». Эта законная взаимодополняемость, если она не становится предметом обострения, не затрагивает существа веры в реальность той же исповедуемой тайны.
6 августа 2000 года Католической церковью была опубликована декларация «Dominus Iesus» («Господь Иисус»). Автором этой декларации был кардинал Йозеф Ратцингер (папа Бенедикт XVI с 19 апреля 2005 года по 28 февраля 2013 года). В этом документе во втором абзаце первой части приводится текст Символа веры в редакции без Филиокве:

«Et in Spiritum Sanctum, Dominum et vivificantem, qui ex Patre procedit, qui cum Patre et Filio simul adoratur et conglorificatur, qui locutus est per prophetas».
«И в Духа Святого, Господа животворящего, от Отца исходящего, которому вместе с Отцом и Сыном подобает поклонение и слава, который вещал через пророков».
Католики восточного обряда могут читать Символ веры без Filioque, так в греческой католической церкви вариант без Филиокве принят как основной.

## Точка зрения Православной церкви
Православная церковь подчёркивает, что вопрос Filioque выступает, с её точки зрения, принципиальной и самой значимой причиной отделения православных от католиков, признавая последних еретиками.
Томос Константинопольского собора 1285 года:

Признано, что Сам Утешитель сияет и вечно проявляется посредством Сына, как сияет свет солнца посредством луча, … но это не означает, что Своё [ипостасное] бытие Он получает через Сына или от Сына.
Сингилион Константинопольского собора 1583 года:
 Тот, кто, являясь чадом, крещёным в Восточной Православной Церкви, не исповедует сердцем и устами, что Святой Дух исходит от Отца одного, существенно и ипостасно, как говорит Христос в Евангелии; во времени же от Отца и Сына; такой будет отлучён из нашей Церкви и предан анафеме.
«Окружное послание Единой, Святой, Соборной и Апостольской Церкви ко всем православным христианам», изданное в мае 1848 года четырьмя восточными патриархами Православной церкви Константинопольским Анфимом VI, Александрийским Иерофеем, Антиохийским Мефодием, Иерусалимским Кириллом, собравшимися с членами их синодов на соборе в Константинополе, — в ответ на энциклику In Suprema Petri Apostoli Sede папы Пия IX, изданную в январе того же года:
§ 5. Новоявившееся учение, будто «Дух Святый исходит от Отца и Сына», измышлено вопреки ясному и нарочитому о сем предмете изречению Господа нашего: Иже от Отца исходит (Иоан. 15, 26), и вопреки исповеданию всей соборной Церкви <…> Посему единая, святая, соборная и Апостольская Церковь, следуя святым Отцам восточным и западным, как древле при Отцах наших возвещала, так и ныне вновь возвещает соборно, что сие нововведённое мнение, будто Дух Святый исходит от Отца и Сына, есть сущая ересь, и последователи его, кто бы они ни были, еретики, по упомянутому соборному определению святейшего папы Дамаса; составляющиеся из них общества суть общества еретические, и всякое духовное богослужебное общение с ними православных чад соборной Церкви — беззаконно, по силе особенно седьмого правила третьего вселенского Собора.
Основные обвинения, которые выдвигали греческие отцы против латинского учения о Филиокве:

- сам факт прибавления слова к Никео-Константинопольскому Символу веры является недопустимым нововведением;
- учение о Филиокве противоречит Священному Писанию;
- учение о Филиокве противоречит писаниям восточных отцов Церкви, авторитет которых подтверждён вселенскими соборами;
- учение о Филиокве нарушает принцип «монархии», единоначалия в Троице, вводя в Троицу «второе начало»;
- предвечное исхождение Святого Духа от Отца не тождественно Его ниспосланию во времени от Сына.

См. также: Константинопольский собор 1484 года.

## Отношение к догмату о Филиокве в протестантизме
Протестантские церкви, входящие во Всемирный совет церквей, принимают Апостольский Символ веры, не затрагивающий вопроса об исхождении Святого Духа.